# Grafische Werkplaats Den Haag
De Stichting Grafische Werkplaats in Den Haag is een productiewerkplaats voor beeldend kunstenaars, grafici, fotografen, vormgevers en andere belangstellenden. Grafische Werkplaats Den Haag is een van de weinige werkplaatsen in Nederland met faciliteiten voor groot formaat zeefdruk, litho, etsen, hoogdruk en textieldruk.  
De Haagse werkplaats is ontstaan uit een kunstenaarsinitiatief in 1974. Achter dit initiatief stonden de grafici John de Rijke, Adelbert Foppe, Barney de Krijger, Joost Albronda en Paul de Koning. In 1974 werd de werkplaats officieel opgericht aan het Groene Wegje. 
De Grafische Werkplaats is inmiddels gevestigd aan de Prinsegracht 16. De werkplaats stelt werk waarbij grafische technieken zijn gebruikt tentoon en tracht het gebruik van grafische technieken te stimuleren.

## Projecten

### 1986: Groot Grafisch Projekt
Het Groot Grafisch Projekt was een samenwerkingsverband van kunstenaars die exposeerde in het Gemeente Museum van Den Haag. Alle grafische werken uit deze expositie zijn in groepsverband gemaakt. Vijfentwintig kunstenaars verdeeld over vijf groepen waren daarbij betrokken. Elke groep gebruikte een eigen techniek (zeefdruk, lithografie, etsen, fotografie en gemengde technieken) en natuurlijke ook een eigen artistieke invulling.

### 2014: Analog
Ter ere van het veertigjarig bestaan van de Grafische Werkplaats is het drieweekse textielfestival Analog 2014 georganiseerd met exposities, masterclasses, performances, workshops en lezingen. Het festival stond in het teken van het bedrukken van textiel op het snijvlak van analoge en digitale technieken.